# Rima creuada
La rima creuada (croada, encreuada o de circularitat) és una quarteta, l'estructura on rimen el segon i el tercer vers, d'una banda, i el primer i el quart, de l'altra (ABBA).